# When We Left Earth: The NASA Missions
When We Left Earth: The NASA Missions, no Brasil NASA - 50 anos de missões espaciais é uma série do canal Discovery Channel lançada no dia 8 de junho de 2008 e terminada no dia 22 de junho. A série foi lançada no Brasil como DVD numa coleção da revista Superinteressante. A série consiste em 6 episódios que documentam a exploração espacial dos EUA, desde os primeiros voos do projeto Mercury, passando pelo projeto Gemini, projeto Apollo e os pousos na Lua, o Ônibus Espacial até a construção da Estação Espacial Internacional. Foi feito com o apoio da NASA para comemorar os 50 anos da agência em 2008.
O documentário inclui entrevistas de astronautas dos programas Mercury, Gemini, Apollo, e do Ônibus Espacial, incluindo John Glenn e Neil Armstrong, assim como oficiais da NASA, incluindo diretores de voo Chris Kraft, Gene Kranz e Glynn Lunney, o ex-presidente George H. W. Bush e o famoso jornalista espacial Jay Barbree.
O documentário é narrado pelo ator Gary Sinise, que interpretou o astronauta Ken Mattingly no filme Apollo 13 de 1995.